# Verwaltungsgemeinschaft Mittleres Nessetal
De Verwaltungsgemeinschaft Mittleres Nessetal is een voormalig gemeentelijk samenwerkingsverband van twaalf gemeenten in het landkreis Gotha in de Duitse deelstaat Thüringen. Het bestuurscentrum bevond zich in Goldbach.
Op 1 januari 2019 werd het verband opgeheven en fuseerden de gemeenten, met uitzondering van Sonneborn, tot de gemeente Nessetal. De nieuw gemeente nam wel de functies van het verband over voor Sonneborn als erfüllende Gemeinde.

## Deelnemende gemeenten
De volgende gemeenten maakten deel uit van de Verwaltungsgemeinschaft:
- Ballstädt
- Brüheim
- Bufleben
- Friedrichswerth
- Goldbach
- Haina
- Hochheim
- Remstädt
- Sonneborn
- Wangenheim
- Warza
- Westhausen